# Биргеу
Биргеу (рум. Bârgău) — село у повіті Марамуреш в Румунії. Входить до складу комуни Чикирлеу.
Село розташоване на відстані 416 км на північний захід від Бухареста, 13 км на захід від Бая-Маре, 101 км на північ від Клуж-Напоки.

## Населення
За даними перепису населення 2002 року у селі проживали 280 осіб, усі — румуни. Усі жителі села рідною мовою назвали румунську.